# 小行星2922
小行星2922（2922 Dikanʹka）是一颗绕太阳运转的小行星，为主小行星带小行星。该小行星于1976年4月1日发现。
該小行星以俄國作家尼古拉·果戈里的小說集《狄康卡近鄉夜話》命名。

## 轨道参数
小行星2922的轨道半长轴为2.3717071 UA，离心率为0.144。